# Gerónimo Rulli
Gerónimo Rulli, född 20 maj 1992, är en argentinsk fotbollsmålvakt som spelar för Marseille.

## Klubbkarriär
Den 14 augusti 2019 lånades Rulli ut av Real Sociedad till Montpellier på ett låneavtal över säsongen 2019/2020.
Den 4 september 2020 värvades Rulli av Villarreal, där han skrev på ett fyraårskontrakt.
Den 6 januari 2023 värvades Rulli av Ajax, där han skrev på ett kontrakt till sommaren 2026. Den 11 augusti 2024 värvades Rulli av franska Marseille.